# باغ خاقانی

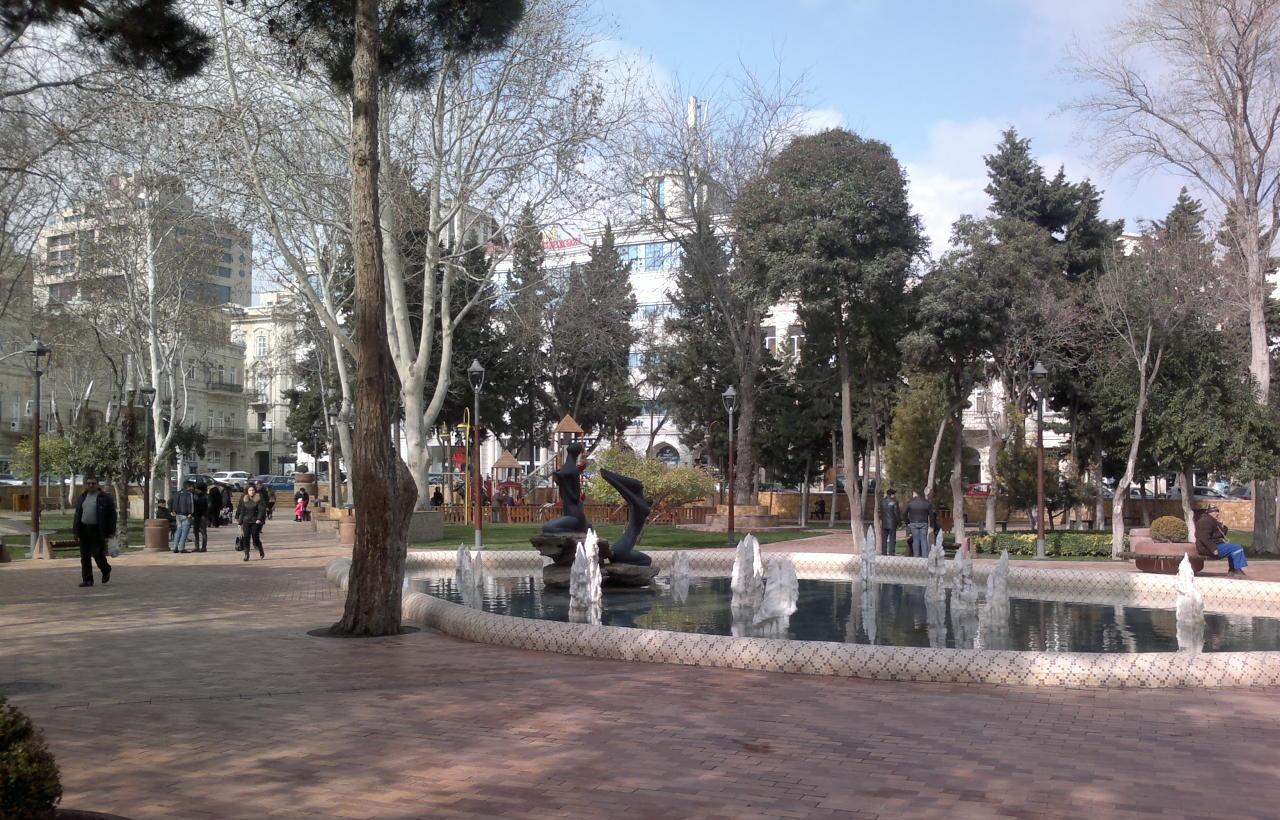
باغ خاقانی

باغ خاقانی (به ترکی آذربایجانی: Xaqani Bağı) یکی از کهن‌ترین باغ‌های شهر باکو، پایتخت جمهوری آذربایجان می‌باشد، که مساحتی ۰٫۸ هتکات را دارا است. این پارک که در حومهٔ «سبائل» باکو قرار گرفته‌است، نام «خاقانی شیروانی» شاعر سرشناس ایرانی که، در قرون وسطی در شهرستان شماخی زندگی نموده‌است، به یدک می‌کشد.
پارک از سمت جنوب به خیابان «عزیر حاجی بیگف»، از شمال به خیابان «خاقانی»، از شرق به خیابان «گوگل» و از غرب به خیابان «رسول رضا» محصور می‌گردد.